# Anoteropsis papuana
Anoteropsis papuana là một loài nhện trong họ Lycosidae.
Loài này thuộc chi Anoteropsis. Anoteropsis papuana được Tord Tamerlan Teodor Thorell miêu tả năm 1881.